# Музей Бенакі
Музей Бенакі — музей в Афінах, заснований 1930 року Антонісом Бенакісом на основі власної мистецької колекції в пам'ять про батька Еммануїла Бенакіса, грецького підприємця, пізніше політика, мера Афін.
Експозиція музею представляє твори грецького мистецтва від доісторичного періоду до сучасності, володіє обширною колекцією азійського мистецтва. Музей також проводить періодичні виставки, має власну реставраційну та консерваційну майстерні. Значні за обсягом експонатів колекції ісламського мистецтва, китайської порцеляни та іграшок, які початково складали окремі відділи експозиції музею, на початку 2000-х років виокремились в окремі супутні музейні установи, присвячені конкретній мистецькій тематиці. Це дозволило головному музею зосередитись на власне грецькій культурі.

## Галерея

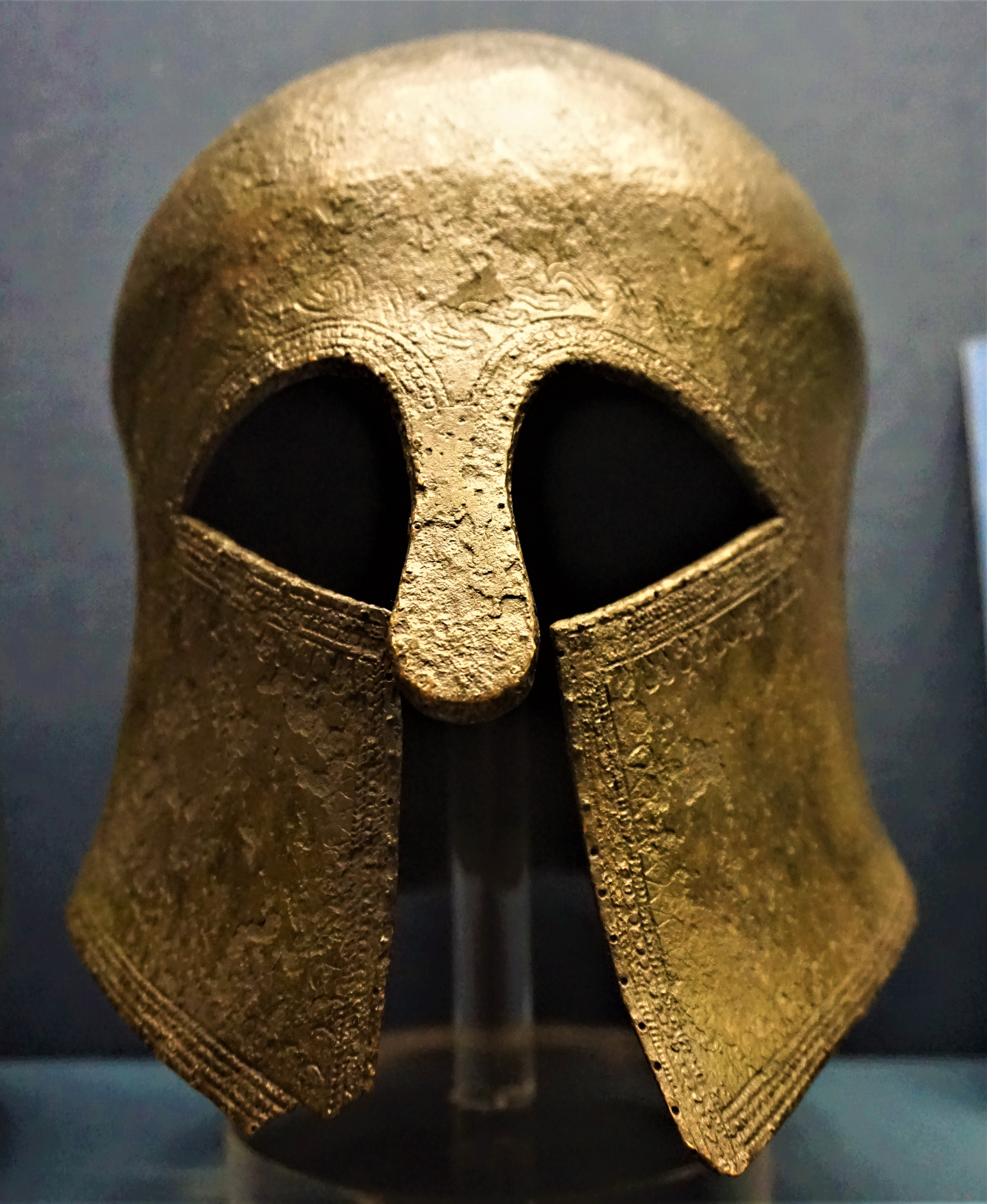
Корінфський шолом (Регіон Олімпія, після 6 ст. до н.е.)
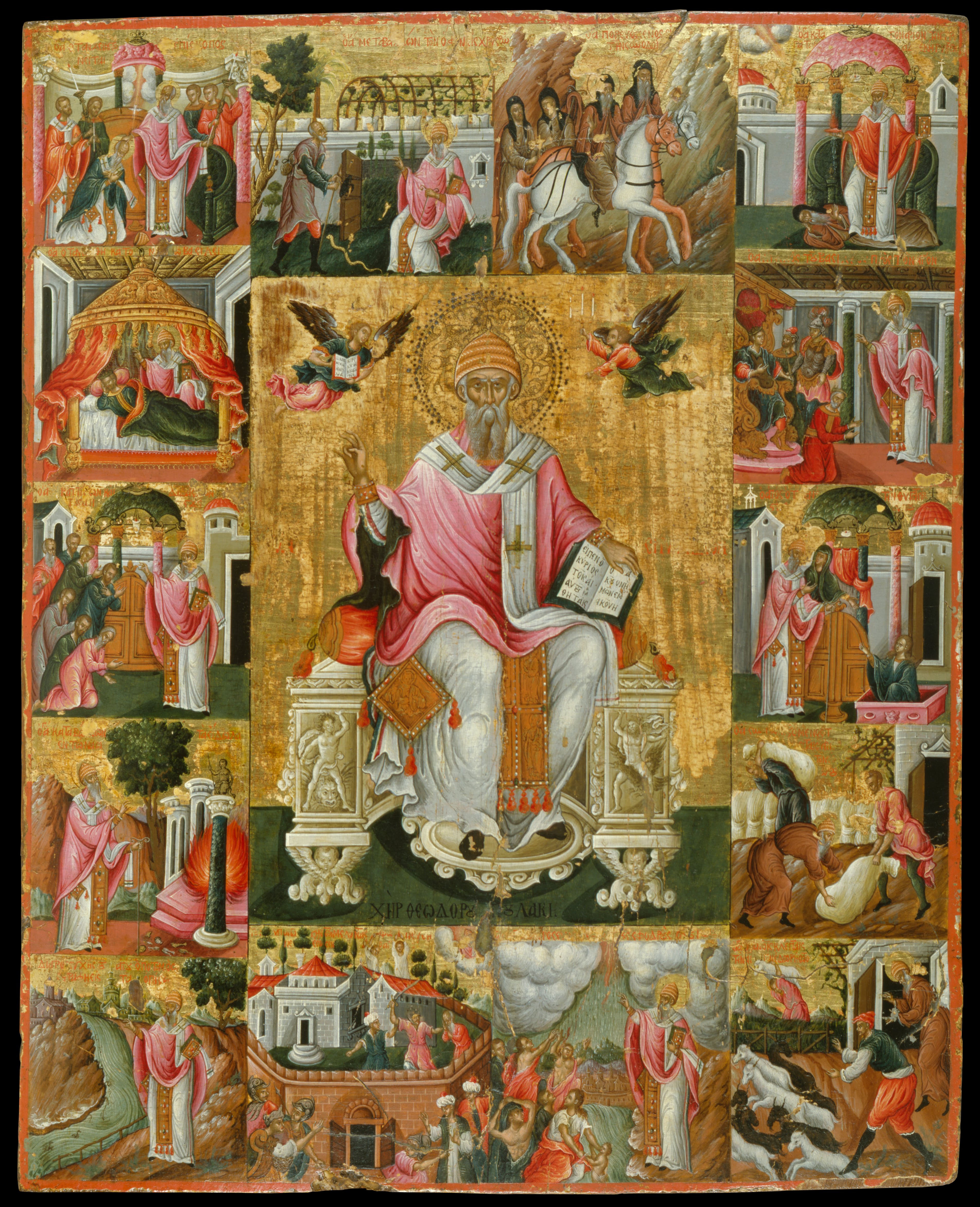
Святий Спірідон та сцени з його життя (Теодорос Пулакіс, Theodoros Poulakis)
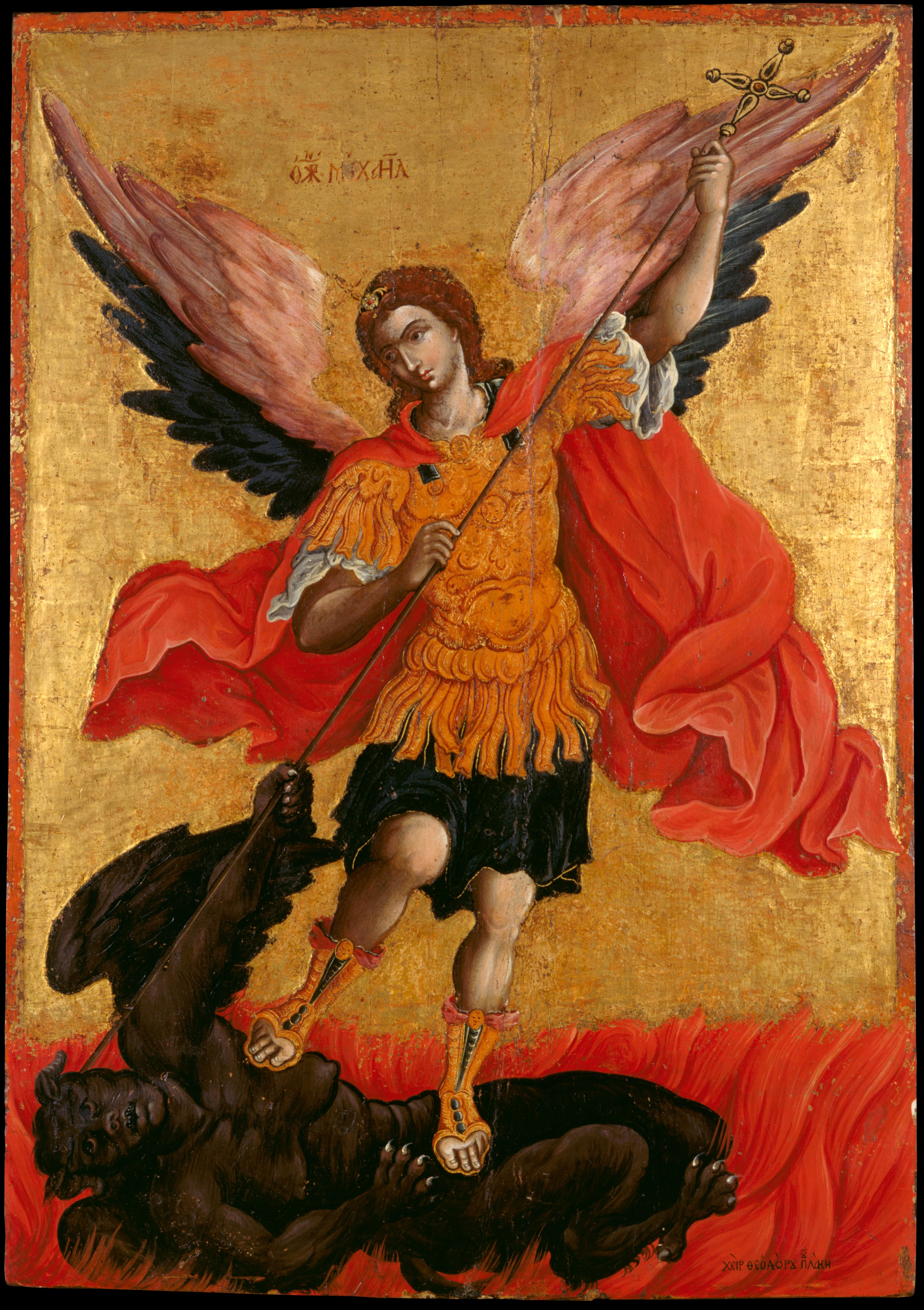
Архангел Михаїл  Теодороса Пулакіса (Theodoros Poulakis)
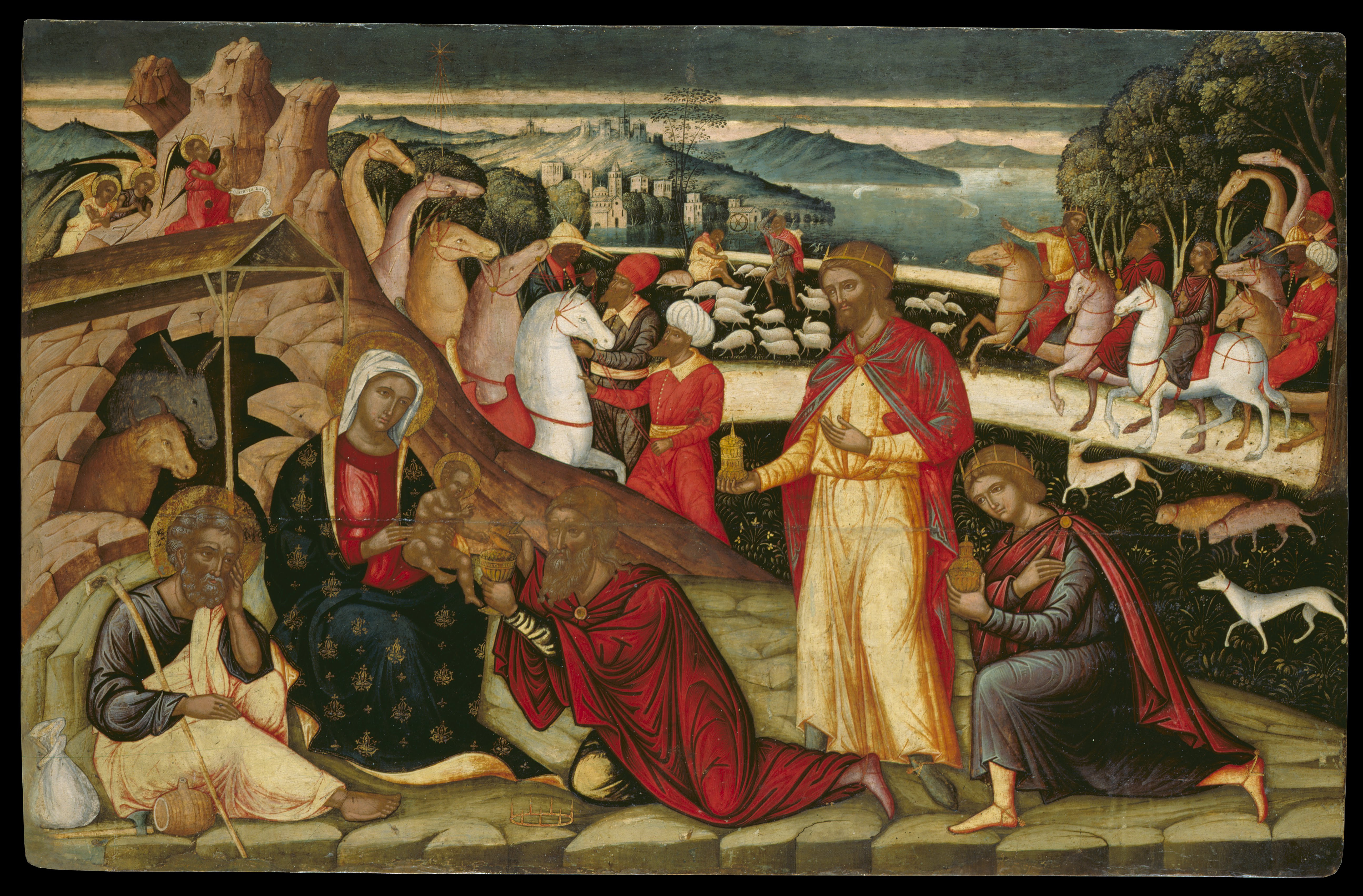
Поклоніння волхвів (Іоанніс Перменіатіс, Ioannis Permeniatis)
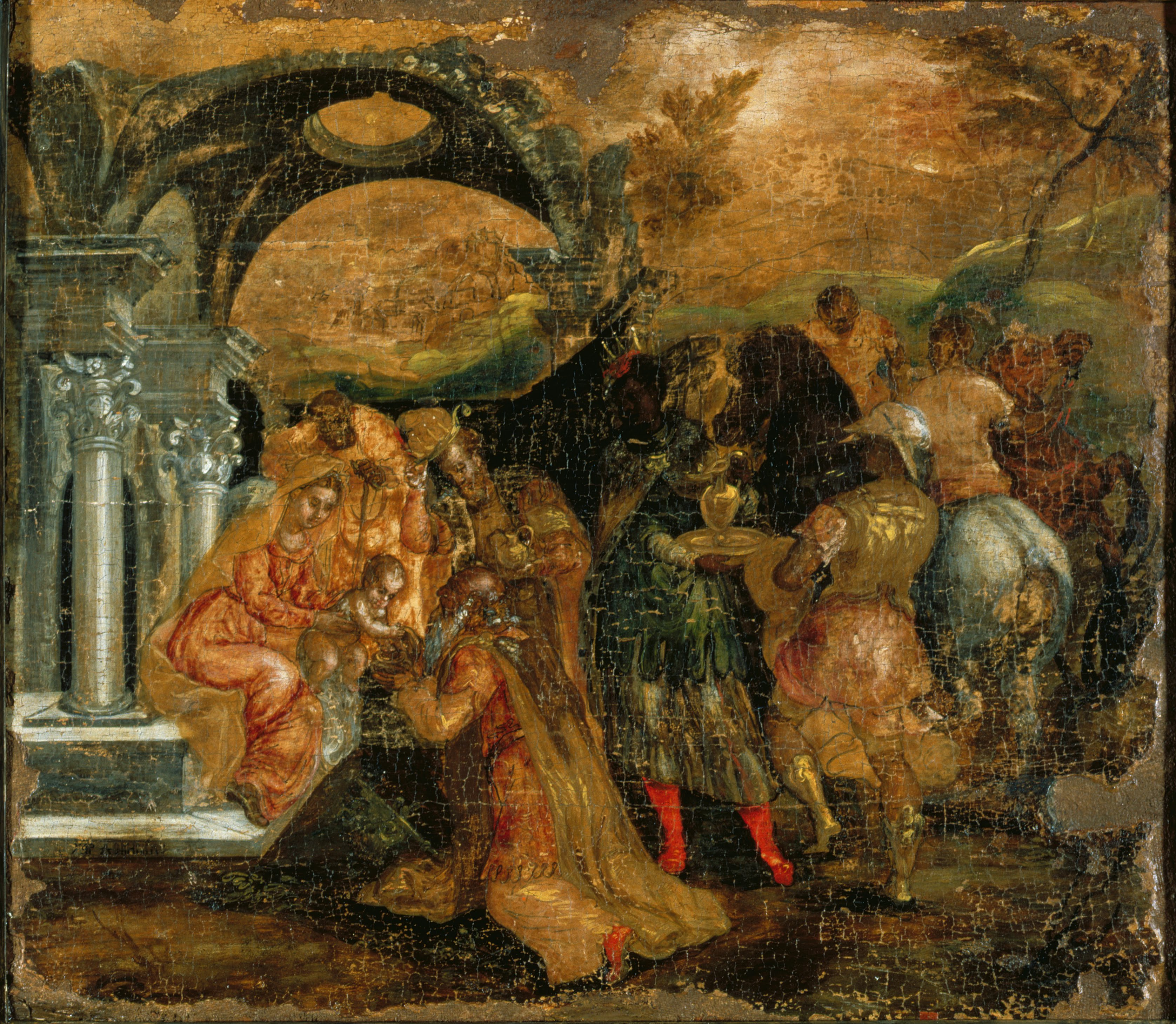
Поклоніння волхвів (Ель Греко, El Greco)
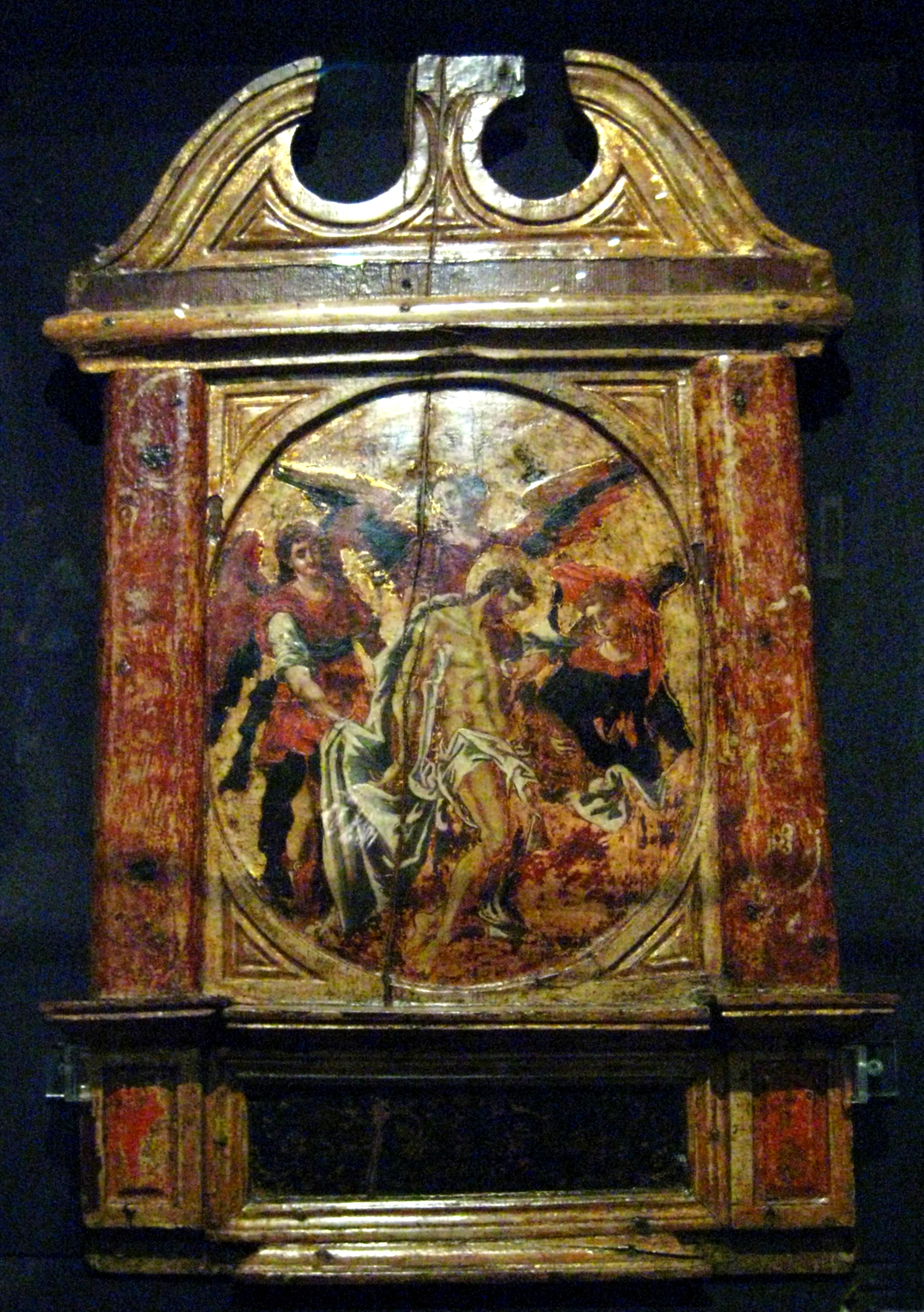
Пієта (Ель Греко, El Greco), 1566